# PFCP
El protocol de control de reenviament de paquets (PFCP) és un protocol 3GPP utilitzat a la interfície Sx/N4 entre el pla de control i la funció del pla d'usuari, especificat a TS 29.244. És un dels principals protocols introduïts a la xarxa principal mòbil 5G Next Generation (també conegut com 5GC), però també s'utilitza a l'EPC 4G/LTE per implementar la Separació del pla d'usuari i control (CUPS). El PFCP i les interfícies associades pretenen formalitzar les interaccions entre diferents tipus d'elements funcionals utilitzats a les xarxes principals de mòbils, tal com es desplega per la majoria d'operadors que ofereixen serveis 4G, així com 5G, als subscriptors mòbils. Aquests 2 tipus de components són:
1. Els elements funcionals del pla de control (CP), que gestionen principalment procediments de senyalització (per exemple, procediments de connexió a la xarxa, gestió de rutes del pla de dades d'usuari i fins i tot lliurament d'alguns serveis lleugers com a SMS).
2. Els elements funcionals del pla de dades d'usuari (UP), que gestionen principalment el reenviament de paquets, basant-se en les regles establertes pels elements CP (per exemple, el reenviament de paquets per a IPv4, IPv6, o fins i tot Ethernet amb futurs desplegaments 5G, entre les diferents RAN sense fil compatibles i la PDN que representa Internet o una xarxa empresarial).

L'abast de PFCP és similar al d'OpenFlow, però s'ha dissenyat per servir el cas d'ús particular de les xarxes de nucli mòbil.
PFCP també s'utilitza a la interfície entre el pla de control i les funcions del pla d'usuari d'un BNG desagregat, tal com el defineix el BroadBand Forum al TR-459.

## Visió general
Tot i que semblant a GTP en conceptes i implementació, PFCP és complementari. Proporciona els mitjans de control per a un component de senyalització del pla de control per gestionar el processament i reenviament de paquets realitzat per un component del pla d'usuari. Les passarel·les de paquets EPC o 5G típiques es divideixen pel protocol en 2 parts funcionals, cosa que permet una evolució i escalabilitat més naturals.

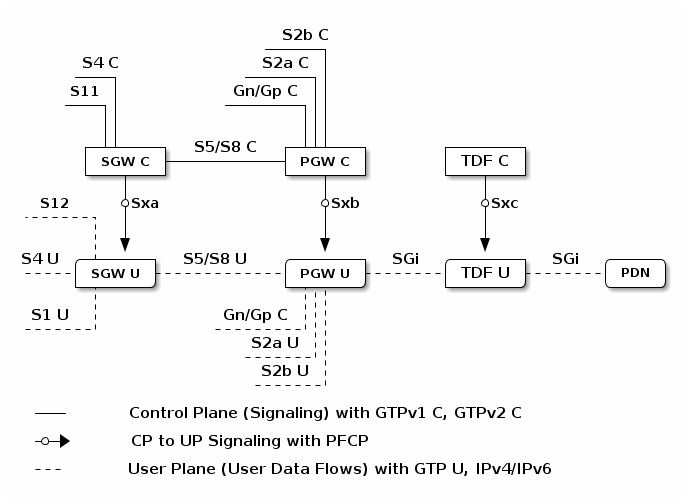
PFCP a l'Evolved Packet Core: la interfície Sx (font d'imatge editable)

El protocol PFCP s'utilitza a les interfícies de nucli mòbil 3GPP següents:
- Sxa - entre SGW-C i SGW-U
- Sxb - entre PGW-C i PGW-U
- Sxc: entre TDF-C i TDF-U (funció de detecció de trànsit)
- N4 - entre SMF i UPF

Nota: Sxa i Sxb es poden combinar, en cas que s'implementa un SGW/PGW combinat.

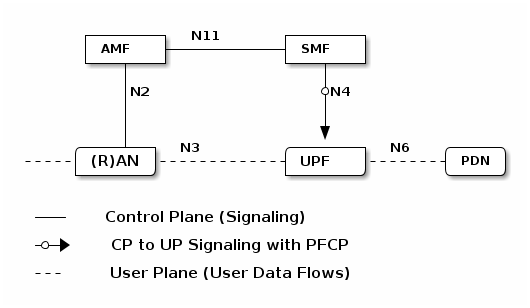
PFCP al nucli 5G (també conegut com NGC): la interfície N4 (font d'imatge editable)

## Funcionalitat
L'element funcional del pla de control (p. ex. PGW-C, SMF) controla el processament i reenviament de paquets als elements funcionals del pla d'usuari (p. ex. PGW-U, UPF), mitjançant l'establiment, la modificació o la supressió de sessions PFCP.
Aquests són els principals conceptes utilitzats, organitzats en el seu model d'associació lògica:
- Les PDR - Regles de detecció de paquets - contenen informació per fer coincidir paquets de dades amb determinades regles de processament. Es poden combinar tant l'encapsulament exterior com les capçaleres interiors del pla d'usuari. Les regles següents es poden aplicar a la concordança positiva:
  - FAR - Regles d'acció de reenviament: si i com s'han de deixar, reenviar, emmagatzemar o duplicar els paquets que coincideixen amb els PDR, inclòs un activador per a la notificació del primer paquet; inclou regles d'encapsulació de paquets o d'enriquiment de capçalera. En cas de buffering, es poden aplicar les regles següents:
    - BARs - Regles d'acció d'emmagatzematge en memòria intermèdia: quantes dades s'han d'emmagatzemar i com notificar el pla de control.

  - QERs - Regles d'aplicació de la QoS: regles per proporcionar control de la porta i QoS, el flux i el marcatge del nivell de servei.
  - Les URR - Regles d'informes d'ús - contenen regles per comptar i informar del trànsit gestionat per la funció User-Plane, generant informes per habilitar la funcionalitat de càrrega a les funcions del Control-Plane.